# Chiesa di San Francesco Saverio (Foggia)
La chiesa di San Francesco Saverio è una chiesa di Foggia.
Le origini della chiesa risalgono agli inizi del XVIII secolo. Era retta dalla congregazione dei Fratelli insigniti di San Francesco Saverio. È di stile neoclassico, con pronao d'ingresso di ordine ionico. L'interno è a croce greca; al centro si innalza la cupola. Le pareti e le volte sono ornate con motivi a stucco. Del 1968 sono alcune trasformazioni interne.
Notizie Storiche
Non si hanno notizie precise circa la data di costruzione della Chiesa. Di certo si sa che Mons. E. G. Cavalieri, Vescovo di Troia nel secondo decennio del 1700 progettò per Foggia, in zona allora periferica, una Cappella che sarebbe stata officiata dai Gesuiti, chiamati da detto Vescovo a realizzare un Collegio per la gioventù maschile, mentre per la vita comune del Clero diocesano prevedeva la costruzione di una Casa del Clero.
Certamente prima che il Presule morisse (1720) le costruzioni furono avviate e non portate a compimento, a causa del terremoto del 1731.
Dalla Visita pastorale di Mons. Faccolli, fatta nel 1735, risulta l'esistenza della Chiesa o Cappella dedicata a S. Francesco Saverio, officiata dai Padri Gesuiti fino al 1739, anno in cui abbandonarono la Città (così riferisce don Michele Stella, Parroco di S. Francesco S. nella Visita pastorale fatta da Mons. S. Bella, Vescovo di Foggia, nel 1911). La costruzione del Collegio non andò più avanti, perché quanto realizzato fu acquistato dalla Regia Dogana per erigere la sua nuova sede: ragione che vanificò l'originale progetto e costrinse i PP. Gesuiti a lasciare tutto. Bisogna ritenere, tuttavia, che i PP. Gesuiti, domiciliati nelle adiacenze della Chiesa abbiano assicurata assistenza spirituale a quella parte di foggiani, che dopo il terremoto abbandonarono le loro case distrutte per costruire altre più sicure nell'area retrostante la Chiesa. Quando poi i Gesuiti andarono via, l'assistenza spirituale fu assicurata dalla Parrocchia di S. Maria, nel cui territorio era sita la Chiesa di S. Francesco Saverio.
Negli anni sessanta del 1700 sorse la Congregazione delle Anime sante dei Sacerdoti o Capitoletto (per distinguerlo dal Capitolo della Collegiata), in seguito fu anche denominata Congregazione del Clero insignito; questa, dopo il riconoscimento regio e quello canonico da parte di Mons. Marco de Simone (il 10.5.1764), scelse come sede la Chiesa di S. Francesco Saverio, di cui divenne proprietaria: in essa curavano particolare culto alla Madre di Dio Incoronata, e, tra i tanti obblighi, quello di assicurare suffragio ai Sacerdoti defunti.
Era una Chiesa modesta, senza pretese artistiche, come quelle di S. Rocco, di S. Giuseppe e della Madonna delle Grazie, tuttora esistenti e funzionanti nel centro storico. È probabile che non fosse troppo curata, se, quando nel 1827 fu adottata dal Decurionato del Comune di Foggia, questo la definì “rozzo abituro”. Fu, pertanto, necessario intervenire per trasformarla e migliorarla fino alla forma attuale, naturalmente a spese del Decurionato, cui premeva fosse eretta Parrocchia e desse decoro alla piazza (attuale P.zza XX Settembre).
Quando il 16.2.1832 fu eretta a sede dell'omonima parrocchia, la Chiesa era appena dotata di locali che servivano da sacrestia, da ufficio parrocchiale e abitazione del Parroco e da sala per le adunanze del Clero insignito. Altro locale di tre vani, sulla sala delle adunanze, di proprietà della Congregazione, era occupata da inquilini.
Mons. Monforte, fin dall'inizio, anziché scegliere come Parroco un Sacerdote della Congregazione, per evitare confusione di ruoli, affidò la Parrocchia ad un Canonico della Collegiata, che avrebbe fruito della prebenda canonicale come congrua parrocchiale. Il pio Presule stabilì, inoltre, una Convenzione per regolare i rapporti tra Congregazione e Parroco e concesse ai congregati, per sacre funzioni e processioni, il privilegio di indossare sulla cotta una mozzetta di castorino color violaceo senza cappuccio; da questa concessione derivò la nuova denominazione di Clero Insignito.
Creata la Diocesi di Foggia, Mons. Frascolla, suo primo Vescovo, decise la piena autonomia anche economica della Parrocchia di S. Francesco Saverio, ritenendo che la somma (120 ducati) che annualmente il Municipio di Foggia destinava alla parrocchia per spese di culto, fosse, invece, destinata come “congrua per il parroco”. Sebbene tale proposta fosse stata accolta favorevolmente dal Municipio e approvata con decreto ministeriale del 6.2.1860, non se ne fece nulla per via delle faccende politiche relative all'Unità d'Italia. Solo più tardi Mons. G. Cosenza, avvenuta l'approvazione della S. Sede (di quanto deliberato dal Municipio nel 1860), il 19.9.1876 emanò il decreto di separazione tra prebenda canonicale e congrua parrocchiale.
Sempre premuroso di dare alle parrocchie le indispensabili strutture utili ad assicurare un più efficace lavoro pastorale, Mons. Farina, agli inizi del suo ministero episcopale nella Diocesi di Foggia, acquistò, con somma elargita da Papa Pio XI, alcuni immobili dai Sigg.Frattarolo Rosa, Lorenzo, Lucia, e Celeste, proprietari, e da Valentini Raffaela Ved. Frattarolo, usufruttuaria (con Atto Notar Caggianelli del 1.2.1934). Le abitazioni di Via dell'Uva 36 e Via Meridiana 54 pervennero a Mons. Farina per Legato. Tutti questi immobili, con Atto Notar Caggianelli del 29.4.1936, furono donati per sempre alla Parrocchia di S. Francesco Saverio, perché, quando possibile, si potessero realizzare nuovi locali per la canonica, l'ufficio parrocchiale e per le attività catechistiche e di associazioni.
Solo negli anni cinquanta, grazie allo zelo del Parroco D. Antonio Iocola, si poté intervenire per realizzare le necessarie strutture della Parrocchia. Dalla relazione finanziaria, presentata da Don Iocola a Mons. G. Lenotti al termine del suo ministero (12.8.66), risulta che nel 1950 fu rifatto il pavimento della Chiesa con marmi bianchi e bardiglio ad opera del Genio Civile di Foggia; sempre ad opera del Genio Civile nel 1957 fu restaurato il portale (ingresso principale) della Chiesa. Nello stesso anno, a spese del Comune di Foggia, si provvide alla stabilità e alla impermeabilizzazione del campanile e della parete laterale esterna della Chiesa, mentre a spese del Parroco fu rifatta l'illuminazione dei locali seminterrati e del presbiterio e furono sistemati e attrezzati i locali dell'Asilo parrocchiale. Nel 1958, dopo aver finalmente liberato i locali dagli inquilini locatari, su progetto dell'Arch. Pio Ulivieri, la Ditta edile Gaetano Matrella iniziò i lavori di demolizione delle fatiscenti abitazioni per realizzare sulla loro area la nuova Canonica e nuovi locali parrocchiali, a spese del Genio civile. I lavori furono portati a termine nel 1961, mentre all'interno della Chiesa, a spese del Comune, si lavorava per abolire le due cappelle collocate ai lati del presbitero e ricavare spazio utile ai fedeli.
Le nuove norme liturgiche emanate dal Concilio Vaticano II indussero molti parroci e rettori a modificare il presbiterio delle proprie chiese. Don Paolo Pesante, successore di D. Antonio Iocola, a iniziare dal 1968, d'intesa con l'Ufficio Liturgico diocesano, dette il via all'attuazione delle nuove norme liturgiche, che comportò la demolizione dei tre altari esistenti e della balaustra del presbiterio, la creazione della sede del celebrante sulla parte centrale dell'abside, l'erezione della mensa Eucaristica in pietra di Apricena al centro del presbitero, ai cui lati furono create la cappellina del SS.mo Sacramento e la sede del Battistero. Fu rinnovato l'impianto elettrico e installato quello di riscaldamento; risarciti gli intonaci, la Chiesa fu ridipinta all'interno. Nel 1972 fu rifatta la pavimentazione della Chiesa in pietra di Apricena, utilizzata anche per la composizione del nuovo Battistero. Fu smantellata l'antica cantoria sita sulla porta d'ingresso. Nuovi la bussola d'ingresso e i confessionali. Le vetrate istoriate sostituirono le antiche. Sul fondo dell'abside fu collocato il Crocifisso, scultura lignea della metà del XVIII secolo, di ignoto autore, e la statua di S. Francesco Saverio, dopo essere stata restaurata passò nella nicchia laterale, a sinistra dell'ingresso. Mentre la statua dell'Incoronata (rifatta tutta in legno, salve la testa e le mani dell'antico manichino, dalla Ditta Mussner di Ortisei), resta nella nicchia a destra dell'ingresso.
La Ditta Legnaghi di Verona fornì il tabernacolo e diversi pannelli metallici artisticamente lavorati che decorano vari elementi liturgici. La Ditta Scarselli di Firenze provvide alla elettrificazione delle campane.
I lavori riguardarono anche la ristrutturazione della canonica e dei locali annessi alla chiesa, che furono destinati a Ufficio parrocchiale, ad aule catechistiche o di adunanze, a Sala teatro e a sale da gioco.
Tutti i lavori svolti in tempi successivi, in base alle possibilità economiche, furono sostenute da famiglie possidenti (Famiglie Cuttano e Sevi), dalle offerte generose dei fedeli e dello stesso Parroco; durarono dal 13.12.1968 al 1981. Ricorrendo il 150º anniversario dell'erezione della Parrocchia, Mons. De Giorgi consacrò solennemente la Chiesa il 5.12.1982.
Nei mesi di luglio-agosto 1997 è stato rifatto l'impianto elettrico per la Chiesa e i locali annessi secondo le nuove norme (Un corto circuito verificatosi qualche anno prima provocò un incendio con non pochi danni ai mobili della sacrestia e al loro contenuto; andarono distrutti anche alcuni registri parrocchiali).